# Challenger de Tiburón 2024
El torneo Tiburón Challenger 2024 fue un torneo de tenis perteneció al ATP Challenger Tour 2024 en la categoría Challenger 75. Se trató de la 16ª edición; el torneo tuvo lugar en la ciudad de Tiburón (Estados Unidos), desde el 30 de septiembre hasta el 6 de octubre de 2024 sobre pista dura al aire libre.

## Jugadores participantes del cuadro de individuales
| Preclasificado | País                      | Jugador             | Rank1 | Posición en el torneo |
| 1              | Bandera de Estados Unidos | Christopher Eubanks | 144   | Baja                  |
| 2              | Bandera de Estados Unidos | Learner Tien        | 151   | Semifinales           |
| 3              | Bandera de Estados Unidos | Jeffrey John Wolf   | 169   | Cuartos de final      |
| 4              | Bandera de Australia      | Tristan Schoolkate  | 173   | Segunda ronda         |
| 5              | Bandera de Estados Unidos | Patrick Kypson      | 184   | Primera ronda         |
| 6              | Bandera de Jordania       | Abdullah Shelbayh   | 189   | Segunda ronda         |
| 7              | Bandera de Estados Unidos | Brandon Holt        | 202   | Segunda ronda         |
| 8              | Bandera de Estados Unidos | Denis Kudla         | 224   | Cuartos de final      |
| 9              | Bandera de Estados Unidos | Ethan Quinn         | 225   | Primera ronda         |

- 1 Se ha tomado en cuenta el ranking del 23 de septiembre de 2024.

### Otros participantes
Los siguientes jugadores recibieron una invitación (wild card), por lo tanto ingresan directamente al cuadro principal (WC):
- Kaylan Bigun
- Colton Smith
- Carl Emil Overbeck

Los siguientes jugadores ingresan al cuadro principal tras disputar el cuadro clasificatorio (Q):
- Ozan Baris
- Micah Braswell
- Christian Langmo
- Nicolás Mejía
- Govind Nanda
- Alexey Zakharov

## Campeones

### Individual Masculino
- Nishesh Basavareddy derrotó en la final a  Eliot Spizzirri por 6–1, 6–1

### Dobles Masculino
- Luke Saville /  Tristan Schoolkate derrotaron en la final a  Patrick Kypson /  Eliot Spizzirri por 6–4, 6–2